# Leon Scott
Édouard-Léon Scott de Martinville (25 de abril de 1817 — 26 de abril de 1879) foi um impressor, bibliotecário e vendedor de livros francês. Em 25 de março de 1857, ele inventou e patenteou o fonoautógrafo, o mais antigo dispositivo de gravação de som que se tem conhecimento. Com este dispositivo, efetuou em 9 de abril de 1860 a mais antiga gravação da voz humana existente. Diferente do fonógrafo, invenção de Thomas A. Edison em 1877, o aparelho de Scott somente criava uma imagem do som, e não tinha habilidade para executar a gravação.

## Primeiros anos
Como impressor de profissão, ele era capaz de ler relatos das últimas descobertas científicas e se tornou um inventor. Scott de Martinville estava interessado em registrar o som da fala humana de uma forma semelhante à alcançada pela então nova tecnologia de fotografia para luz e imagem. Ele esperava uma forma de estenografia que pudesse registrar a conversa inteira sem omissões. Seu interesse inicial foi em uma forma aprimorada de estenografia, e ele foi o autor de vários artigos sobre taquigrafia e uma história do assunto (1849).

## Fonautógrafo

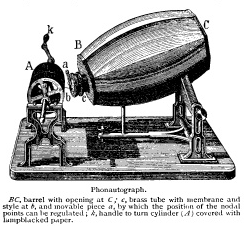
Ilustração de dicionário de um fonautógrafo. O barril é feito de Gesso de Paris.

A partir de 1853, ele ficou fascinado por um meio mecânico de transcrever sons vocais. Ao revisar algumas gravuras para um livro de física, ele se deparou com desenhos de anatomia auditiva. Ele procurou imitar o funcionamento de um dispositivo mecânico, substituindo o tímpano por uma membrana elástica, uma série de alavancas no ossículo, que movia uma caneta que ele propôs prensar em uma superfície de papel, madeira ou vidro coberta de negro-de-fumo. Em 26 de janeiro de 1857, ele entregou seu projeto em um envelope lacrado à Académie Française. Em 25 de março de 1857, ele recebeu a patente francesa nº 17 897 / 31 470 para o fonautógrafo.:13, footnote 85
Para coletar o som, o fonautógrafo usava uma buzina presa a um diafragma que fazia vibrar uma cerda rígida que inscrevia uma imagem em um cilindro revestido de negro de fumo e manivela à mão. Scott construiu vários dispositivos com a ajuda do fabricante de instrumentos acústicos Rudolph Koenig. Ao contrário da invenção posterior de Thomas Edison em 1877, o fonógrafo, o fonautógrafo criava apenas imagens visuais do som e não tinha a capacidade de reproduzir suas gravações. A intenção de Scott de Martinville era que as ondas do dispositivo fossem lidas por humanos como se lesse um texto, o que se mostrou inviável.
Scott de Martinville conseguiu vender vários fonautógrafos a laboratórios científicos para uso na investigação do som. Ele se mostrou útil no estudo dos sons vocálicos e foi usado por Franciscus Donders, Heinrich Schneebeli e Rene Marage. Também deu início a pesquisas adicionais sobre ferramentas capazes de gerar imagens sonoras, como a chama manométrica de Koenig. Ele não foi, no entanto, capaz de lucrar com sua invenção e passou o resto de sua vida como um livreiro lidando com gravuras e fotografias, na Rue Vivienne, 9, em Paris. 
Scott de Martinville também se interessou pela relação entre linguística, nomes de pessoas e seu caráter, e publicou um artigo sobre o assunto (1857).

## Mito da gravação da voz de Abraham Lincoln
Alegou-se que, em 1863, o fonautógrafo de Scott foi usado para fazer uma gravação da voz de Abraham Lincoln na Casa Branca. Um fonautograma da voz de Lincoln estava supostamente entre os artefatos mantidos por Thomas Edison. De acordo com FirstSounds.org, essas histórias são variações de um mito que provavelmente apareceu pela primeira vez em um livro de 1969 sobre a coleção de antiguidades, no qual a gravação de Lincoln é explicitamente categorizada como uma lenda e descartada como baseada em "relatos truncados". Não há nenhuma evidência sólida de que tal gravação tenha existido. Scott não visitou os Estados Unidos na década de 1860 e, portanto, não poderia ter gravado o próprio Lincoln, como uma versão da lenda afirma que ele fez.
Um artefato semelhante conhecido por ter sido mantido por Edison foi uma gravação de 1878 do presidente Rutherford B. Hayes, na qual uma demonstração do fonógrafo recém-inventado de Edison permitiu que ele capturasse a voz de Hayes como um sulco recortado em uma folha de papel alumínio.

## Publicações
- Jugement d'un ouvrier sur les romans et les feuilletons à l'occasion de Ferrand et Mariette (1847)
- Histoire de la sténographie depuis les temps anciens jusqu'à nos jours (1849)
- Les Noms de baptême et les prénoms (1857)
- Fixation graphique de la voix (1857)
- Notice sur la vie et les travaux de M. Adolphe-Noël Desvergers
- Essai de classification méthodique et synoptique des romans de chevalerie inédits et publiés. Premier appendice au catalogue raisonné des livres de la bibliothèque de M. Ambroise Firmin-Didot (1870)
- Le Problème de la parole s'écrivant elle-même. La France, l'Amérique (1878)